# Mons Agnes
Mons Agnes (svenska: Agnes berg) är ett litet berg på norra delen av den sida av månen som vetter mot jorden. Bergets diameter är bara 1 km. Det ligger vid Lacus Felicitatis norr om Mare Vaporum, en bit sydost om den stora bergskedjan Montes Apenninus.
Berget fick sitt namn 1979 efter det grekiska flicknamnet Agnes.